# Exophiala lecanii-corni
Exophiala lecanii-corni är en svampart som först beskrevs av Benedek & G. Specht, och fick sitt nu gällande namn av Haase & de Hoog 1999. Exophiala lecanii-corni ingår i släktet Exophiala och familjen Herpotrichiellaceae.   Inga underarter finns listade i Catalogue of Life.